# Нарушенный завет (фильм, 1962)
«Нарушенный завет» (яп. 破戒, Хакай; англ. The Outcast) — чёрно-белый фильм-драма, поставленный режиссёром Коном Итикавой, и вышедший на экраны в 1962 году. Кинолента является уже не первой экранизацией одноимённого романа Тосона Симадзаки (1872—1943), который впервые был издан в 1904—1905 годах и принес ему национальную славу. У фильма несколько премий «Майнити» и «Голубая лента», а также номинация на кинопремию «Кинэма Дзюмпо».

## Сюжет
1904 год. Школьный учитель Усимацу Сэгава — сын буракумина, но никто из его коллег об этом не подозревает. Много лет назад отец Усимацу сделал все возможное, чтобы сын порвал отношения с семьей и начал новую жизнь вдали от дома. Никогда не говори, что ты неприкасаемый, учил он сынишку уму-разуму, один раз признаешься — и вся жизнь насмарку. Страх перед неминуемым разоблачением превратил жизнь Усимацу в настоящий ад. Постоянно опасаясь разоблачения, он не мог открыться ни единой живой душе.
Однажды, будучи впечатлен примером писателя-буракумина Рэнтаро Иноко (Микуни), Усимацу даже собирался выйти из чулана, но обещание, данное отцу, и природный страх остановили его в последний момент. Усимацу не смог признаться в своем происхождении даже сэнсэю Иноко. Позднее, когда сэнсэя уже не станет, Усимацу раскается в своем поступке и решится на самый главный шаг.
Он придет в школу, встанет перед своими учениками и скажет: я — буракумин.

## В ролях
- Райдзо Итикава — Усимацу Сэгава
- Рэнтаро Микуни — Рэнтаро Иноко
- Хироюки Нагато — Гинноскэ Цутия
- Эйдзи Фунакоси — Нориюки Кадзама
- Сихо Фудзимура — Осихо
- Гандзиро Накамура — буддийский священник
- Кёко Кисида — жена Иноко
- Сэйдзи Миягути — директор школы
- Харуко Сугимура — жена директора школы
- Ёси Като — дядя Усимацу Сэгавы
- Дзюн Хамамура — отец Усимацу Сэгавы
- Кумэко Урабэ — хозяйка отеля
- Мантаро Усио — Рисабуро Такаянаги
- Бонтаро Миякэ — пожилой пастух
- Сабуро Датэ — буракумин

## Премьеры
- — 6 апреля 1962 года состоялась национальная премьера фильма в Токио[1]
- — впервые демонстрировался на экранах США в июле 1988 года.

## Награды и номинации
Премия «Голубая лента»
- 13-я церемония награждения (1963)

- Премия лучшему режиссёру 1962 года — Кон Итикава (ex aequo — «Мне два года»).
- Премия лучшей актрисе второго плана 1962 года — Кёко Кисида (ex aequo — «Вкус сайры»).

Кинопремия «Майнити»
- * 17-я церемония награждения 1963 (за работы 1962 года)[3].

Выиграны:
- премия лучшему режиссёру 1962 года — Кон Итикава (ex aequo — «Мне два года»).
- премия за лучший сценарий — Кон Итикава, Натто Вада (ex aequo — «Мне два года»).
- премия лучшей актрисе второго плана — Кёко Кисида (ex aequo — «Вкус сайры», «Ниндзя»).

Премия журнала «Кинэма Дзюмпо» (1963)
- Номинация на премию за лучший фильм 1962 года, однако по результатам голосования кинолента заняла лишь 4 место.